# Typ R-17
Die Seenotrettungskreuzer vom Typ R-17 wurden von den Seenotrettungsdiensten Polens und der DDR eingesetzt. Insgesamt wurden acht Schiffe dieser Schiffsklasse gebaut.

## Geschichte
Der polnische Bergungs- und Seenotrettungsdienst PRO ließ zwischen 1972 und 1975 sechs Kreuzer dieses Typs bei der Wisła-Werft in Danzig bauen. Auch der Seenotrettungsdienst der DDR gab zwei Schiffe in Auftrag, die 1974/75 abgeliefert wurden. Die Bauzeit betrug etwa sechs Monate pro Schiff. Der Seenotrettungsdienst der DDR übergab seine beiden Kreuzer im Zuge der deutschen Wiedervereinigung im Oktober 1990 an die Deutsche Gesellschaft zur Rettung Schiffbrüchiger (DGzRS). In den Jahren 1992/93 gingen sie an den polnischen Seenotrettungsdienst. Heute sind alle Schiffe aus dem aktiven Rettungsdienst ausgeschieden. Der Typ ist noch heute bei Modellbauern sehr beliebt und als Modell weit verbreitet. Die Schiffe werden dort oft als Halny-Klasse bezeichnet.

## Technik und Ausstattung
Die Zweischraubenschiffe mit einem geringen Tiefgang wurden für die typischen Aufgaben der Seenotrettung wie Suchen, Retten, Bergen, Schleppen und Lenzen konzipiert. Sie werden von zwei Dieselmotoren von Wola-Henschel mit je 210 PS Leistung angetrieben und erreichen eine Geschwindigkeit von maximal 10 Knoten. Der geschweißte Stahlrumpf ist durch Schotten in sechs wasserdichte Sektionen unterteilt und auch bei schwerer See gut seegängig. Die Decksaufbauten wurden aus Aluminium gefertigt. Zwei Hilfsdiesel, Lenzpumpen und Feuerlöschpumpen vervollständigen die technische Ausrüstung. Die Besatzung besteht aus bis zu sieben Personen (Kapitän, zwei Steuerleute, zwei Maschinisten, zwei Decksleute). Gesteuert wird entweder aus dem Fahrstand im Deckshaus oder von einem offenen Fahrstand auf dem Deckshaus. Eine Kombüse, eine Messe und Schlafräume für die Besatzung sind ebenfalls vorhanden.

## Die Schiffe

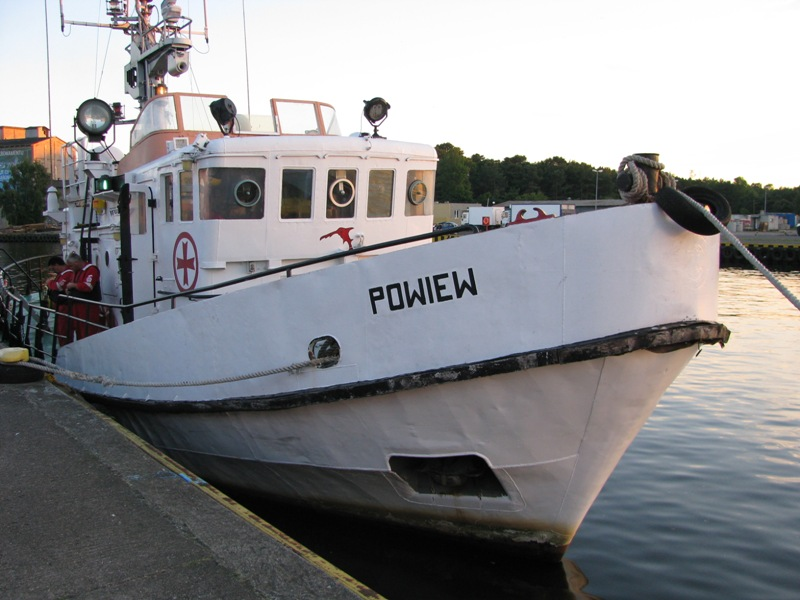
Powiew (ex Stoltera), 22. Juli 2008

### Polen
Die polnischen Kreuzer wurden nach verschiedenen Winden benannt und an der polnischen Ostseeküste eingesetzt.
- Wiatr ("Wind"), Stapellauf 20. Mai 1972, Rufzeichen SQFM
- Halny ("Almwind"), Stapellauf März 1973, Rufzeichen SQFN
- Mistral, Stapellauf Juli 1973, Rufzeichen SQFO
- Monsun, Stapellauf Februar 1974, Rufzeichen SQFL
- Zefir ("Lüftchen"), Stapellauf 1975, Rufzeichen SQFU
- Pasat ("Passat"), Stapellauf 1975, Rufzeichen SQFT
- Powiew ("Hauch"), ex Stoltera, 1993 von DGzRS erhalten
- Szkwal ("Bö"), ex  Arkona, 1992 von DGzRS erhalten

### DDR

#### Arkona
Die Arkona wurde 1974 gebaut. Benannt war sie nach dem Kap Arkona, der Nordspitze der Insel Rügen. Von 1974 bis 1992 war der Kreuzer in Sassnitz stationiert. 1990 wurde er von der DGzRS übernommen und im Mai 1992 an den polnischen Seenotrettungsdienst übergeben, die ihn unter dem Namen Szkwal in ihre Flotte einreihte. Nachdem dem Ausscheiden aus dem Rettungsdienst war er noch im Jahr 2021 als Taucher-Schiff Kwazar im Einsatz.

#### Stoltera
Die  Stoltera wurde 1975 gebaut. Benannt war sie nach dem Landstrich Stoltera westlich von Warnemünde. Von 1975 bis 1989 war das Schiff in Warnemünde und von 1989 bis 1993 auf der Greifswalder Oie stationiert. 1990 wurde es von der DGzRS übernommen und im August 1993 an den polnischen Rettungsdienst übergeben, wo es den Namen Powiew trug. Bis ins Jahr 2014 war das Schiff im Rettungseinsatz.